# Sparganothis pilleriana
La tortrice della vite (Sparganothis pilleriana (Denis & Schiffermüller, 1775) è un lepidottero appartenente alla famiglia Tortricidae, diffuso in Eurasia.

## Descrizione

### Adulto
La farfalla adulta misura da 11 a 15 mm di lunghezza ed ha un'apertura alare da 18 a 25 mm.
Le ali anteriori sono di colore paglierino e presentano una macchia vicino alla
base e tre bande trasversali bruno rossastre, più marcate nel maschio.
Le ali posteriori sono di colore grigio uniforme.

### Uovo
Le uova sono raggruppate in ooplacche, che comprendono da 50 a 60 uova, fissate alla pagina superiore delle foglie.
Sono inizialmente di colore verde mela poi virano verso il brunastro.

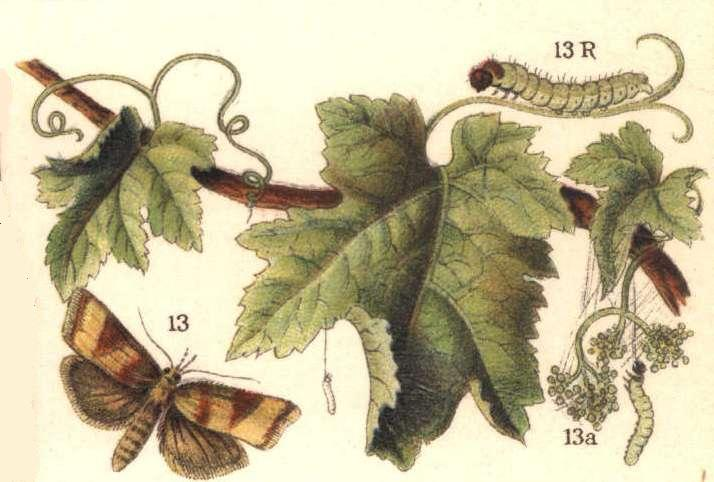
S. pilleriana nelle diverse fasi dello sviluppo.

### Larva
Le larve,  che al termine dello sviluppo raggiungono una lunghezza di 25–30 mm, sono di colore verdastro, con setole rade.

### Pupa
La crisalide è lunga da 12 a 14 mm, di colore verdastro nelle prime fasi, poi diviene marrone.

## Biologia
Sono sveglie di notte, mentre di giorno si difendono nei loro nidi.
Le larve si nutrono delle foglie, delle gemme, dei fiori e dei germogli, avvolgendoli con fili sericei.
Se disturbate si lasciano cadere appese all'estremità di un filo.

### Alimentazione
È una specie polifaga e la vite (Vitis vinifera) è solo una delle molteplici specie vegetali che possono essere attaccate dalle larve. Sembrano mostrare una predilezione per Asteraceae, Fabaceae e
Rosaceae. Tra le specie su cui sono state documentate ovodeposizioni vi sono inoltre il castagno (Castanea sativa), il sambuco (Sambucus nigra), il melo cotogno (Cydonia oblonga), la patata (Solanum tuberosum), l'erba medica, (Medicago sativa), i fagioli (Phaseolus vulgaris) ed inoltre Convolvulus spp., Crataegus spp., Lactuca spp., Prunus spp., Quercus spp., Robinia spp., Rubus spp.

## Metodi di lotta
Per eliminarle, occorrono insetticidi fosforati organici o carbamati.